# خروبولی
خروبولی (به چکی: Chroboly) یک منطقهٔ مسکونی در جمهوری چک است که در ناحیه پراخاتیتسه واقع شده‌است. خروبولی ۳۴٫۶۹ کیلومتر مربع مساحت و ۴۷۱ نفر جمعیت دارد و ۷۵۸ متر بالاتر از سطح دریا واقع شده‌است.